# Europese kampioenschappen boksen 1987
De Europese kampioenschappen boksen 1987 vonden plaats van 28 mei tot en met 7 juni 1987 in Turijn, Italië. Het toernooi, dat door de EABA (European Amateur Boxing Association) werd georganiseerd, was de 27e editie van de Europese kampioenschappen boksen voor mannen. Er werd door 178 boksers uit 25 landen gestreden in twaalf gewichtscategorieën.

## Medailles
| Gewichtsklasse                | Goud                | Zilver              | Brons                                 |
| ----------------------------- | ------------------- | ------------------- | ------------------------------------- |
| Lichtvlieggewicht (– 48 kg)   | Nshan Munchyan      | Krasimir Cholakov   | Adrian Amzer Dragan Zivadinović       |
| Vlieggewicht (– 51 kg)        | Andreas Tews        | János Váradi        | Andrea Mannai Johnny Bredahl          |
| Bantamgewicht (– 54 kg)       | Aleksandar Khristov | Yuri Alexandrov     | René Breitbarth Jimmy Majanya         |
| Vedergewicht (– 57 kg)        | Mikhail Kazaryan    | László Szöke        | Regilio Tuur Jarmo Eskelinen          |
| Lichtgewicht (– 60 kg)        | Orzubek Nazarov     | Emil Chuprenski     | Daniel Maeran Michele Caldarella      |
| Halfweltergewicht (– 63,5 kg) | Borislav Abadzhiev  | Vyacheslav Yanovski | Søren Søndergaard Reimo van der Hoeck |
| Weltergewicht (– 67 kg)       | Siegfried Mehnert   | Vassili Shyshov     | Đorđe Petronijević Angel Stoyanov     |
| Halfmiddengewicht (– 71 kg)   | Enrico Richter      | Viktor Yegorov      | Neville Brown Marian Gavrila          |
| Middengewicht (– 75 kg)       | Henry Maske         | Henryk Petrich      | Ruslan Taramov Esa Hukkanen           |
| Halfzwaargewicht (– 81 kg)    | yuri Vaulin         | Rene Ryl            | Andrea Magi Ahmet Canbakış            |
| Zwaargewicht (– 91 kg)        | Arnold Vanderlyde   | Ramzan Sebiyev      | Svilen Rusinov Luigi Gaudiano         |
| Superzwaargewicht (+ 91 kg)   | Ulli Kaden          | Alexander Yagubkin  | Biaggio Chianese Petar Stoymenov      |

Bron: amateur-boxing.strefa.pl

## Medaillespiegel
| Plaats | Land                           | Goud | Zilver | Brons | Totaal |
| 1      | Sovjet-Unie                    | 5    | 5      | 1     | 11     |
| 2      | Duitse Democratische Republiek | 4    | 2      | 1     | 7      |
| 3      | Bulgarije                      | 2    | 2      | 3     | 7      |
| 4      | Nederland                      | 1    | 0      | 2     | 3      |
| 5      | Hongarije                      | 0    | 2      | 0     | 2      |
| 6      | Polen                          | 0    | 1      | 0     | 1      |
| 7      | Italië                         | 0    | 0      | 5     | 5      |
| 8      | Roemenië                       | 0    | 0      | 3     | 3      |
| 9      | Joegoslavië                    | 0    | 0      | 2     | 2      |
| 9      | Denemarken                     | 0    | 0      | 2     | 2      |
| 9      | Finland                        | 0    | 0      | 2     | 2      |
| 12     | Zweden                         | 0    | 0      | 1     | 1      |
| 12     | Engeland                       | 0    | 0      | 1     | 1      |
| 12     | Turkije                        | 0    | 0      | 1     | 1      |
| Totaal | Totaal                         | 12   | 12     | 24    | 48     |

Bron: sportuitslagen.org